# Analvibrator

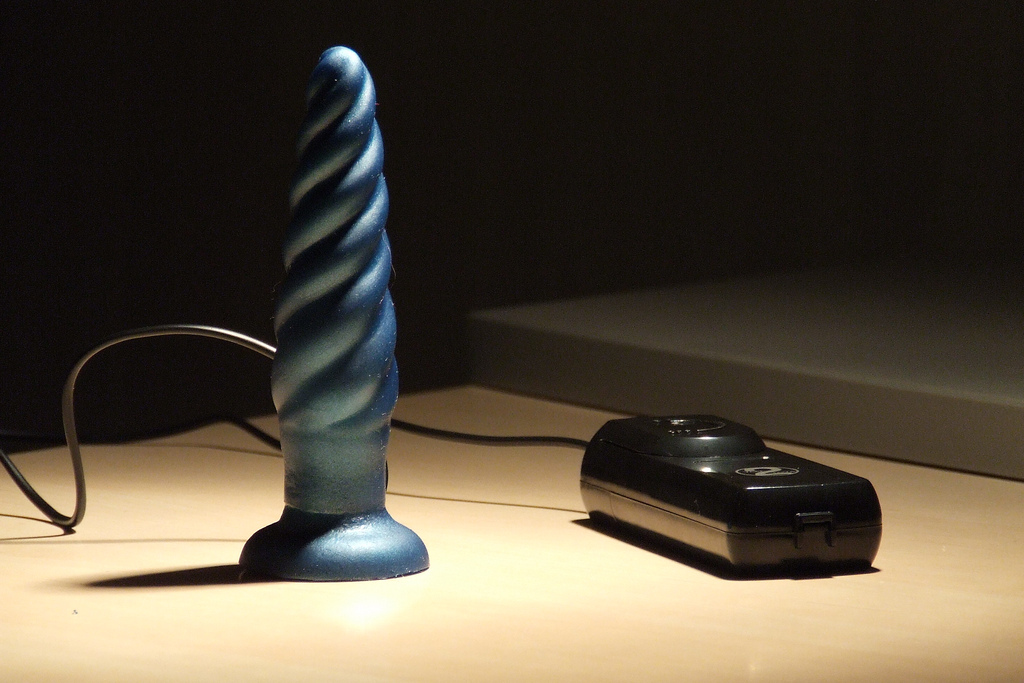
Analvibrator mit Vibrationsintensitätsregler

Ein Analvibrator ist ein elektromechanisches Sexspielzeug, das ausschließlich für die Anatomie des menschlichen Anus entwickelt wurde. Trotz der Unterschiede in Größe, Form und Material erfüllen alle Vibratoren die gleiche Funktion: einen vibrierenden Effekt im Rektum, um sexuelles Vergnügen zu bereiten. Im Gegensatz zu Vaginalvibratoren sind Analvibratoren tendenziell an der Basis breiter, damit sie nicht irgendwo im Mastdarm hängen bleiben. Diese Geräte werden sowohl für die Solomasturbation als auch für die sexuelle Praxis mit einem Partner verwendet.

## Arten von Analvibratoren

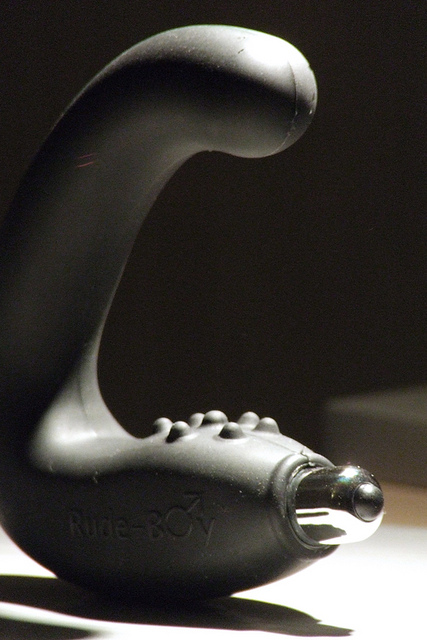
„P-Punkt“-Vibrator für Männer

Der traditionelle Analvibrator hat die Form eines Penis, ähnlich einem Dildo, es gibt jedoch auch andere Sexspielzeuge mit Vibrationsfunktion, darunter vibrierende Analsonden, vibierende Analplugs, vibrierende Analkugeln (genau wie Vaginalkugeln) und „P-Punkt-Vibratoren“, ausschließlich für die Stimulation der Prostata konzipiert.
Herkömmliche Vibratoren werden mit Batterien betrieben, obwohl in den letzten Jahren auch einige mit Lithiumbatterien auf den Markt gekommen sind, die über ein USB-Stecker aufgeladen werden können. Einige Modelle sind sogar mit einer mobilen Anwendung verknüpft.

## Betrachtungen
Obwohl es in vielen Gesellschaften als Tabuthema gilt, kann die anale Stimulation zu sexuellen Zwecken unterschiedslos sowohl von heterosexuellen als auch von homosexuellen Paaren praktiziert werden. Alle Analvibratoren verfügen über eine Reihe von Funktionen, die je nach Art des Sexspielzeugs variieren können: rotierende, pulsierende oder wellenförmige Vibrationseffekte. Auch die Intensität lässt sich auf unterschiedliche Weise regulieren.
Um Analverletzungen und unangenehme Empfindungen zu vermeiden, ist eine korrekte und angemessene Schmierung des Anus- und Rektumbereichs erforderlich. Hierfür empfiehlt sich die Verwendung von Gleitmittel.
Professionelle Masseure bieten in ihren Therapien den Einsatz von Analvibratoren zur Ergänzung oder Intensivierung einer Prostatamassage oder einer Lingam-Massage an.